# John Pomeroy
Pour les articles homonymes, voir Pomeroy.
John Pomeroy est un animateur, producteur et scénariste américain, né en 1951 à Los Angeles (Californie).

## Biographie
Intéressé par l'art très jeune, c'est aux environs de 1962-1963, alors âgé de 11-12 ans, que John Pomeroy se découvre une passion pour l'animation. Il se crée très rapidement un portfolio, et tente à plusieurs reprises d'entrer aux studios Disney : d'abord à 14 ans, puis à 21 ans.
Il intègre le Riverside City College (Californie) puis revient à Los Angeles en 1973, où il poursuit ses études au Art Center School of Design. Il y restera deux semestres, avant d'être employé par Disney pour travailler sur les décors. Là-bas, il rencontrera Don Bluth et Gary Goldman, avec lesquels il fonde Don Bluth Productions.
En 1975, durant leurs week-ends, ils vont travailler à la réalisation d'un court métrage: Banjo, The Woodpile Cat, qui sortira 4 ans plus tard en 1979.
John Pomeroy quittera Disney peu de temps après pour travailler avec ses deux amis.

## Filmographie

### Animateur
- Winnie l'ourson et le Tigre fou (Winnie the Pooh and Tigger Too, 1974) - Animateur du personnage de Coco Lapin
- Les Aventures de Winnie l'ourson (The Many Adventures of Winnie the Pooh, 1977)
- Les Aventures de Bernard et Bianca (The Rescuers, 1977) - Animateur du personnage de Penny
- Peter et Elliott le Dragon (Pete's Dragon, 1977) - Animateur du personnage d'Eliott
- Le Petit Âne de Bethléem (The Small One) (1978) - Directeur de l'animation
- Rox et Rouky (The Fox and The Hound, 1981)
- Brisby et le secret de NIMH (The Secret of NIMH, 1982) - Directeur de l'animation
- Dragon's Lair (1983)
- Fievel et le Nouveau Monde (An American Taile, 1986) - Directeur de l'animation
- Le Petit Dinosaure et la Vallée des Merveilles[The Land Before Time, 1988) - Directeur de l'animation
- Charlie (All Dogs Go to Heaven, 1989) - Directeur de l'animation
- Rock-O-Rico (Rock-A-Doodle, 1991) - Directeur de l'animation
- Poucélina (Thumbelina, 1994)
- Youbi le Petit Pingouin (The Pebble and the Penguin, 1995) - Directeur de l'animation
- Pocahontas, une Légende Indienne (Pocahontas, 1995) - Animateur superviseur du personnage de John Smith
- Fantasia 2000 (Fantasia 2000, 1999) - Animateur superviseur de la séquence L'Oiseau de Feu
- Atlantide, l'Empire Perdu (Atlantis, 2001) - Animateur superviseur du personnage de Milo
- La Planète au Trésor: un Nouvel Univers (Treasure Planet, 2002) - Animateur superviseur
- Curious George (2006) - Animateur superviseur du personnage de Maggie
- Les Simpson - Le Film (The Simpsons Movie, 2007)
- Tom et Jerry et le magicien d'Oz (Tom and Jerry & The Wizard of Oz, 2011)
- Tom et Jerry et le Dragon perdu (Tom and Jerry: The Lost Dragon, 2014)
- Tom et Jerry : Mission espionnage (Tom and Jerry : Spy Quest, 2015)
- Tom et Jerry : Retour à Oz (Tom and Jerry: Back to Oz, 2016)
- Tom et Jerry au pays de Charlie et la chocolaterie (Tom and Jerry: Willy Wonka and the Chocolate Factory, 2017)